# Aurelianusmuren
Aurelianusmuren kallas den mur som uppfördes runt Rom av kejsar Aurelianus på 270-talet e.Kr.
Aurelianusmuren är Roms största byggnadsverk och finns fortfarande kvar. Ursprungligen inneslöt den hela Marsfältet, Pincio och en större del av Esquilinen, områden söder om Caelius och Aventinen samt Trastevere på andra sidan Tibern.

## Stadsportar i Aurelianusmuren
- Porta Flaminia senare Porta del Popolo — här börjar Via Flaminia
- Porta Pinciana
- Porta Salaria — här börjar Via Salaria
- Porta Nomentana — här börjar gamla Via Nomentana
- Porta Pia — här börjar nya Via Nomentana
- Porta Praetoriana — ingången till Castra Praetoria
- Porta Tiburtina — här börjar Via Tiburtina antica
- Porta Maggiore — här började Via Prenestina och Via Labicana. Vid denna port står Eurysaces gravmonument.
- Porta San Giovanni — i närheten av San Giovanni in Laterano
- Porta Asinaria — här börjar gamla Via Asinaria och Via Appia Nuova
- Porta Metronia
- Porta Latina — här börjar Via Latina
- Porta San Sebastiano — här börjar Via Appia Antica
- Porta Ardeatina
- Porta San Paolo — här börjar Via Ostiense. Cestiuspyramiden ligger i närheten och porten leder till San Paolo fuori le Mura.

Portar i Trastevere
- Porta Portuensis — här började Via Portuense
- Porta Aurelia Pancraziana
- Porta Septimiana
- Porta Aurelia